# Matalo!
Matalo! è un film del 1970, diretto da Cesare Canevari.

## Trama
Burt è un avido, cinico e spietato fuorilegge che viene condannato all'impiccagione per aver ucciso un uomo. Al momento della condanna viene salvato da un gruppo di banditi, che compiono una strage nella cittadina, eliminando indistintamente civili e funzionari della legge. Durante il massacro, Burt seduce la vedova dell'uomo da lui ucciso e poi se ne va dalla città con i banditi. Per la vergogna, la vedova si suicida con la pistola del defunto marito.
Arrivati nel deserto, Burt uccide a colpi di fucile i banditi che l'hanno salvato, quindi li deruba e si unisce a una banda composta da Philip, il violento capo, Theo, pericoloso psicopatico, e Mary, donna spietata e sadica. Quest'ultima è l'amante di Philip, sebbene sia evidente che abbia una relazione con Burt ed è incurante dell'attrazione che Theo prova per lei, un tempo ricambiata ma in seguito respinta in quanto Theo "non vale niente". Il gruppo decide di assaltare una diligenza, che trasporta 250 000 dollari. Durante la rapina Burt viene colpito. I complici, credendolo morto, raggiungono col bottino una cittadina abbandonata, Benson City. Loro intento è rimanervi nascosti per qualche giorno. Poco dopo scoprono che nella cittadina ormai fantasma vi vive ancora la vecchia Costance Benson, la fondatrice della cittadina. I tre balordi la sequestrano.
Qualche giorno dopo a Benson City arrivano una vedova, Bridget e un giovane australiano di natura pacifica di nome Ray, che non usa pistole per difendersi, ma boomerang. Philip, Mary e Theo sequestrano i due, e iniziano a seviziarli, per capire chi li manda. Ma Ray, approfittando di una momentanea assenza di Philip e di Mary, riesce a liberarsi ed inizia a pianificare la sua vendetta. Notando la natura pacifica e valorosa dell'australiano, Costance si convince che egli è l'uomo adatto a ridare la prosperità da tempo mancata a Benson City. Intanto Burt, che si è salvato ed è d'accordo con Mary, attende il momento giusto per impossessarsi del denaro, nascosto in uno scrigno legato alla sella di un asino.
Il ritorno di Burt scatena una violenta sparatoria che avviene nel bel mezzo di una tempesta di sabbia, dove Philip e Mary si uccidono a vicenda. Poco dopo, Ray si vendica di Theo massacrandolo a colpi di boomerang. Rimangono in vita solo Burt, Ray, Bridget e Costance. Burt tenta di sparare a Ray, ma viene da quest'ultimo disarmato. Vedendo la grande agilità dell'avversario e capendo di non avere chance contro di lui, Burt inizia a trattare con Ray per dividersi il denaro. Costance, invece, cerca di spronare Ray ad usare i soldi per ricostruire Benson City. Le trattative terminano con la donna che spara una fucilata alle spalle di Burt, ferendolo mortalmente. Il bandito furioso, maledice Costance e la uccide brutalmente, svuotandole addosso l'intero caricatore della pistola. In quel momento, l'asino scappa dalla città, portandosi dietro lo scrigno col denaro rapinato. Un disperato e moribondo Burt monta sul suo cavallo e si getta all' inseguimento dello scrigno. Ray, non curandosi del bottino lasciato dai banditi, si allontana con Bridget, mentre Benson City ripiomba in un silenzio di morte e desolazione.

## Produzione
Secondo alcuni racconti trapelati dal set, Lou Castel la notte veniva chiuso a chiave in albergo per evitare guai, nella Spagna ancora franchista.
Cesare Canevari dichiarò: «La sceneggiatura era ricca di dialoghi, ma io volevo fare un western diverso e così li ho eliminati quasi tutti, lasciando solo quel "Matalo!" pronunciato verso il bambino».

## Distribuzione
Il film è stato presentato al Festival internazionale del cinema di San Sebastián. In Francia è uscito con il titolo Matalo, mentre in Germania come Willkommen in der Hölle.
Nel 2007 il film è stato omaggiato alla 64ª Mostra Internazionale d'Arte Cinematografica di Venezia, all'interno della retrospettiva sugli spaghetti-western.

## Accoglienza
Nocturno lo considera uno dei più violenti e originali spaghetti-western, descrivendolo come uno spaghetti western atipico, soprattutto dal punto di vista dello stile. La prima battuta viene pronunciata dopo nove minuti e i dialoghi sono scarni. Inoltre l'uso del boomerang come arma di difesa è anch'esso originale in un western.